# Rzeszotary (Petite-Pologne)
Pour les articles homonymes, voir Rzeszotary.
Rzeszotary est une localité polonaise de la gmina de Świątniki Górne, située dans le powiat de Cracovie en voïvodie de Petite-Pologne.